# Oepping
Oepping è un comune austriaco di 1 507 abitanti nel distretto di Rohrbach, in Alta Austria.